# Język pantar zachodni
Język pantar zachodni (pantar barat), także lamma (lub lemma) – język papuaski używany w prowincji Małe Wyspy Sundajskie Wschodnie w Indonezji, w zachodniej części wyspy Pantar (kecamatan Pantar Barat). Według danych serwisu Ethnologue posługuje się nim 10 tys. osób. Należy do grupy języków alor-pantar.
Składa się z trzech dialektów: lamma (zachodni), tubbe (centralny), mauta (wschodni). W literaturze mianem „lamma” określa się również cały język. Czwarty dialekt illu wyszedł z użycia, zachował się w postaci fragmentarycznych wspomnień.
Nie istnieje lokalne określenie na ten język (odnoszące się do wszystkich dialektów). Niemniej użytkownicy poszczególnych dialektów rozumieją się wzajemnie (różnice dotyczą przede wszystkim leksyki), przeważnie mają też znajomość pozostałych odmian. Nazwę „pantar zachodni” (Western Pantar, bahasa Pantar Barat), której użycie ogranicza się do literatury, wprowadził Gary Holton w 2004 r.
Jego użytkownicy zamieszkują miejscowości: Latuna, Allung, Beangonong, Tulai, Nadda, Kayang, Wolu, 
Moba’a, Boloang (lamma); Puntaru i Air Panas (tubbe); Kakamauta, Alimake, Lauki, Kapas, Ekajaya, Kolihabbang, Alikallang, Air Mama i Beang (mauta). Według stanu na 2004 r. w regionie nie ma elektryczności ani dostępu do bieżącej wody. Sam język pozostawał w dużej mierze niepoznany aż do pocz. XXI w.
Powszechna jest wielojęzyczność. W edukacji i sferze religijnej dominuje malajski alorski. Pantar zachodni nie jest jednak silnie zagrożony wymarciem. W odróżnieniu od wielu innych autochtonicznych języków regionu pozostaje w powszechnym użyciu i jest przyswajany przez dzieci. Mimo to urbanizacja przyczynia się do osłabienia jego pozycji. W społecznościach migranckich w mieście Kalabahi zaczął być wypierany przez lokalny malajski i język narodowy.
Na pocz. XXI w. badania nad pantar zachodnim prowadził Gary Holton, który skupił swoją uwagę na dokumentacji słabo poznanych języków wyspy Pantar. Wcześniej hobbystyczne starania w tym zakresie podjął jego rodzimy użytkownik Mahalalel Lamma Koly, który zainteresował się lingwistyką jako uczeń szkoły średniej. Owocem współpracy obu badaczy stał się słownik, zawierający dane z dialektu tubbe (Kamus Pengantar Bahasa Pantar Barat, 2008). Pozostałe materiały obejmują skrótowy opis gramatyki (Western Pantar, w: The Papuan languages of Timor, Alor and Pantar: Sketch grammars, 2014)  oraz pobieżne opracowanie w języku indonezyjskim (Struktur Bahasa Lamma, 2001) . Starsze dane ograniczają się do list słownictwa z 1975 r.